# Понінківська картонно-паперова фабрика
ТОВ «Понінківська картонно-паперова фабрика» — підприємство целюлозно-паперової промисловості в смт Понінка Полонського району, Хмельницької області.

## Історія
1787 рік — в Понінці засновано папірню.
1840-і роки — підприємство перейшло на машинне виробництво паперу.
1882 рік — Понінківська фабрика із 62 робітниками перейшла до Дитятківского акціонерного товариства.
Поч. ХХ ст. — Понінківська паперова фабрика — найпотужніша на території України.
1912 рік — побудувано солом'яно-целюлозний цех фабрики.
1921 рік — на базі фабрики відкрито професійно-технічну школу.
1929 рік — запущено в дію нову котельну та електростанцію.
І пол. ХХ ст. — при фабриці діяла багатогалузева артіль.
1941—1944 роки — фабрика припинила роботу в умовах Другої світової війни.
1944 рік — роботу фабрики відновлено.
1946 рік — запущено виробництво шкільних зошитів.
1964 рік — обсяг виробництва зошитів досяг 1 млрд одиниць на рік.
1970 рік — комбінат відзначений другою премією Міністерства лісової і паперової промисловості УРСР.
1994 рік — фабрику приватизовано.
З 2012 року — підприємство працює у формі ТОВ під назвою «Понінківська картонно-паперова фабрика».

## Сьогодення
Сьогодні фабрика є одним із провідних та багатофункціональних підприємств целюлозно-паперової галузі України.

## Основні види діяльності
- Виробництво гофрокартону та виробів з нього. Продукція збувається в Україні та за кордоном.

## Адреса та контакти
- смт Понінка, Україна.
- вулиця: Перемоги, 34
- індекс: 30511